# Tyuhtyet
Tyuhtyet (oroszul: Тюхтет) falu Oroszország ázsiai részén, a Krasznojarszki határterületen, a Tyuhtyeti járás székhelye.
Népessége: 4791 fő (a 2010. évi népszámláláskor).

## Elhelyezkedése

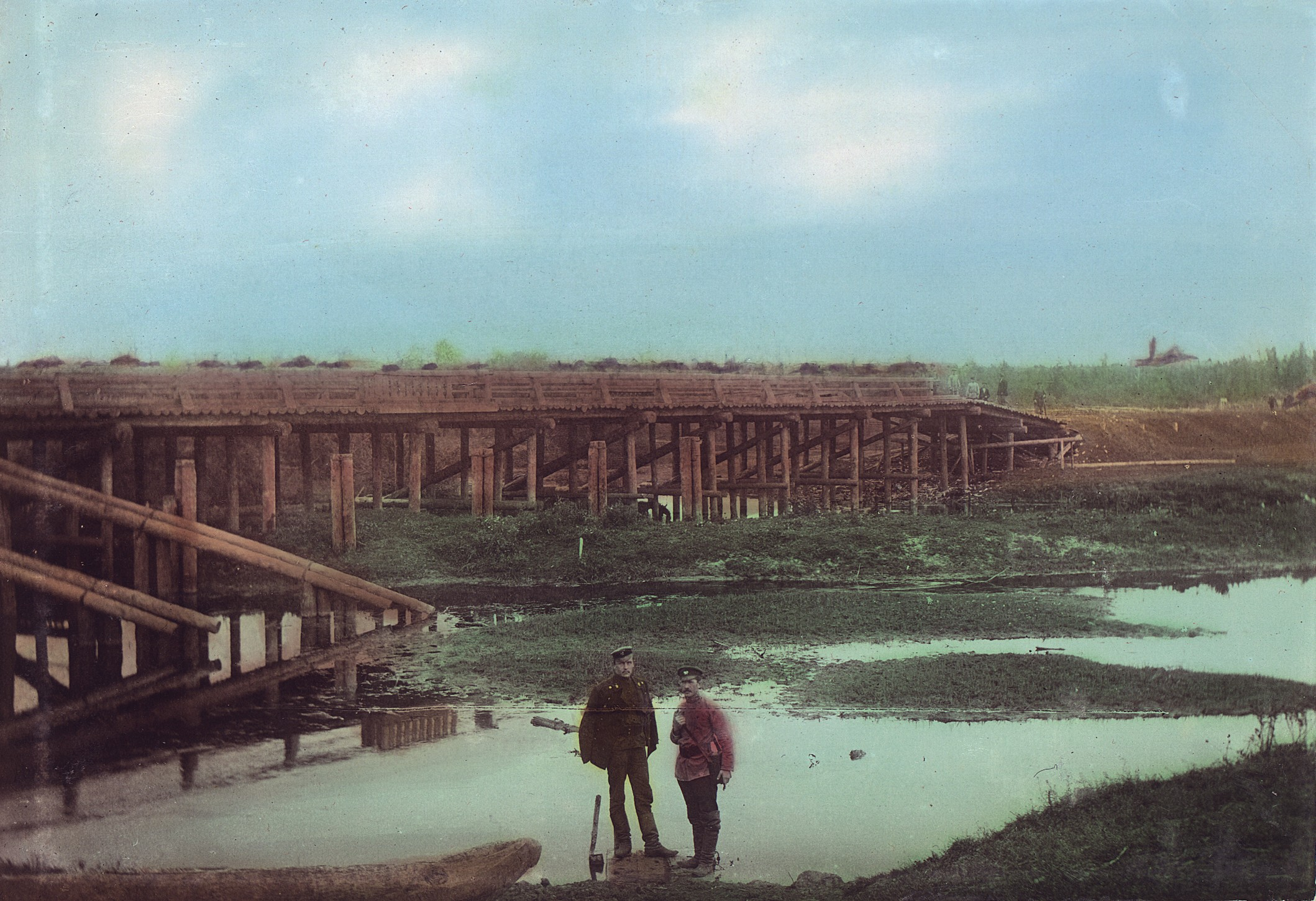
Híd a Tyukhtet folyón (1906 és 1908 között)

Krasznojarszktól 268 km-re északnyugatra, a Csety (a Kija mellékfolyója) partjától néhány km-re keletre helyezkedik el. A transzszibériai vasútvonal legközelebbi vasútállomása Bogotolban van, és ugyanott vezet a „Szibéria” nevű R255-ös főút is (oroszul: ), mellyel 40 km-es bekötő út teremt kapcsolatot. 